# Joe Enochs
Joseph Andrew 'Joe' Enochs, (Petaluma, Californië, 1 september 1971) is een Amerikaans voormalig voetballer en voetbalcoach.

## Carrière
Enochs begon zijn carrière als voetballer op de universiteit van Sacramento en hij speelde voor de jeugdteams van die school, voor hij in 1994 naar Europa trok om bij FC St. Pauli te gaan voetballen. Daar speelde hij in twee jaar geen enkele wedstrijd en daarop trok de middenvelder naar VfL Osnabrück. Daar speelde hij nooit minder dan 29 duels per seizoen en hij speelde, geleidelijk aan als vice-aanvoerder, tot aan de zomer van 2008 meer dan driehonderd wedstrijden voor de club.
In het seizoen 2007/08 werd een deel van de westelijke tribune van het stadion naar Enochs genoemd. Hij werd al snel jeugdtrainer bij de club en in 2011 nam hij de ad interim zelfs even de leiding over het eerste elftal op zich.